# Фіаху Фіндойлхес
Фіаху Фіндойлхес (ірл. Fíachu Findoilches) — Фіаху Білий і Справедлий — верховний король Ірландії. Час правління (згідно середньовічної ірландської історичної традиції): 863 — 833 до н. е. (згідно «Історії Ірландії» Джеффрі Кітінга) або 1231 — 1209 до н. е. згідно хроніки Чотирьох Майстрів. Син Фіннахта (ірл. —  Fínnachta). Прийшов до влади після смерті свого дядька Геде Оллгохаха (ірл. - Géde Ollgothach). Щодо смерті короля Геде не було єдиної думки навіть у середньовічних ірландських істориків. Були версії, що Фіаху убив короля Геде, але Джеффрі Кітінг і чотири майстри у цьому сумнівалися. Його прізвище Фіндойлхес означає «білий і справедливий одночасно». У деяких легендах він називається Фіаху Кендфіннан (ірл. - Fíachu Cendfinnán) – Фіаху Світлоголовий. Згідно легенди в час його правління вся худоба і всі квіти в Ірландії були білого кольору або мали білі голови. І що з того часу в Ірландії був накладений традиційний податок на білоголову худобу. Фіаху Фіндойлхес заснував поселення Келлс (ірл. – Kells), що в графстві Міт. У цьому поселенні в добу раннього середньовіччя виникло знамените абатство, де була створена «Книга Келлс» - шедевр ірландського мистецтва. Він був першим королем в Ірландії при якому почали рити колодязі. Правив Ірландієї протягом 30 чи 22 років. Був вбитий сином Геде Оллгохаха – Бернгалом (ірл. – Berngal), який повірив чуткам про те, що Фіаху вбив його батька і вирішив помститися.